# New Super Mario Bros. Wii
New Super Mario Bros. Wii (New スーパーマリオブラザーズ Wii?, Nyū Sūpā Mario Burazāzu U~ī) è un videogioco a piattaforme per Wii, sviluppato da Nintendo, sequel della versione per Nintendo DS. Videogioco della serie Super Mario, è stato presentato per la prima volta durante la conferenza Nintendo all'E3 del 2009, il gioco venne pubblicato il 12 novembre 2009 in Australia, il 15 novembre negli Stati Uniti, il 20 novembre in Europa e il 3 dicembre in Giappone. Si tratta del primo gioco di Super Mario a presentare una modalità per più in multiplayer; inoltre è il primo videogioco della serie a scorrimento orizzontale apparso su una console domestica dai tempi di Yoshi's Island (1995). I livelli bidimensionali tipici della serie in 2D sono accompagnati da una grafica tridimensionale che ha caratterizzato anche New Super Mario Bros. Il gioco si basa principalmente sulla modalità multigiocatore, ove fino a quattro giocatori possono giocare, sia in modalità cooperativa, che in modalità competitiva.

## Trama
È il compleanno della principessa Peach. Mario, Luigi e i Toad stanno festeggiando al castello. La festa viene interrotta quando Bowser Jr. e i Bowserotti spuntano fuori dalla torta di compleanno e rapiscono l'ignara principessa. Mario, Luigi, Toad Giallo e Toad Blu inseguono i furfanti, che fuggono a bordo di un veliero volante (l'Aeronave). I quattro eroi continuano comunque ad inseguirli, mentre i Toad rimasti al castello sparano con un cannone i diversi regali di compleanno di Peach, ovvero gli oggetti-potenziamento, dispersi per tutto il Regno dei Funghi. Alla fine i quattro amici riescono a superare gli otto mondi: subito dopo sconfiggono Bowser per due volte riuscendo così a salvare la principessa Peach.

## Personaggi
- Mario: È l'eroe principale. Salta da una piattaforma all'altra: farà di tutto per mandare a monte sia i piani del suo acerrimo avversario, Bowser, che per salvare la principessa Peach.
- Luigi: È il fratello di Mario. Più alto, snello e un po' imbranato, non è protagonista quanto il fratello Mario, ma non se ne lamenterà mai. Quando si tratta di saltare da un mondo all'altro, in territori infestati da avversari, possiede le stesse capacità di Mario.
- Toad: I Toad, sono i leali servitori del Regno dei Funghi; si impegneranno per impedire a Bowser e la sua gentaglia di portare a termine i loro piani. I Toad hanno già aiutato Mario in moltissime avventure, ma questa volta sono qui per partecipare attivamente all'azione.
- Toad Rosso: I Toad Rossi, sono i servitori della principessa Peach e amici dei nostri eroi. Vengono rapiti da Bowser ed imprigionati nei livelli. Se i protagonisti riescono a salvarli ottengono una ricompensa (questa modalità è disponibile solo quando gioca un solo giocatore).
- Peach: È la principessa regnante del Regno dei Funghi. È stata rapita diverse volte da Bowser e salvata da Mario.
- Bowser: È il malvagio re dei Koopa, acerrimo avversario di Mario. Bowser è una creatura metà tartaruga e metà drago: si è evoluto a tal punto da diventare un drago sputafuoco dai capelli fiammeggianti. È l'avversario più forte del gioco, sebbene compaia solo alla fine dell'ottavo mondo. Bowser è il mandante del rapimento di Peach, avvenuto per merito dei Bowserotti e del figlio Bowser Jr. Non sarà mai arrendevole. Per ogni tentativo fallito di tenere prigioniera la principessa Peach, sembra che Bowser governi altri cinque piani. Questa volta riuscirà ad avere la meglio su Mario?
- Mega Bowser: Dopo essere caduto nel solito dirupo, grazie all'intervento di Mario tramite uno speciale bottone, Kamek con una magia potenzia Bowser ingigantendolo. In suo confronto Mario e i suoi amici sembrano delle miniature. Grazie alla sua mole, Bowser è immune alla lava, non ne viene corroso, ed è in grado anche camminarci sopra, pur di inseguire Mario. Bowser, inoltre, risulta invulnerabile a qualsiasi attacco. Bowser adesso ha una forza tale da abbattere muri e mattoni con la forza dei suoi pugni, è in grado di effettuare salti giganteschi, e, grazie a tali dimensioni, può sputare enormi palle di fuoco in grado di distruggere i muri del suo castello, e proprio in questo modo, evitandole, Mario riuscirà ad arrivare al pulsante che distrugge il castello e a salvare Peach.
- Bowser Jr.: È sempre stato il figlio prediletto di suo padre Bowser, l'unico figlio di Bowser, l'unico in grado di sputare fuoco come suo padre. Bowser Jr., in altezza, arriva solo alle ginocchia del padre, ma superarlo è comunque un'impresa ardua. L'erede è bravo quanto suo padre ad architettare piani e spesso attacca dall'alto. Non bisogna lasciarsi ingannare dal bavaglino: Bowser Jr. sa il fatto suo. Compare come avversario alla fine delle aeronavi.
- Bowserotti: A Bowser Jr. è stato conferito l'onore di portare il nome della famiglia, ma non è l'unico membro del clan dei Koopa in grado di mettere i bastoni fra le ruote a Mario. Larry, Morton, Iggy, Wendy, Roy, Lemmy e Ludwig sono sette Koopa in possesso di una bacchetta magica. Gli scagnozzi di Bowser e Bowser Jr, vantano personalità uniche e la tendenza a non darsi mai per vinti. Affronteranno Mario nelle torri e nei castelli di ogni mondo.
- Kamek: È il capo dei Magikoopa, nonché servo di Bowser fin da quando era bambino. Questa volta aiuterà i Bowserotti con la sua magia. Lo troviamo come boss nella torre del Mondo 8. Fornirà a Bowser il suo maggior potenziamento, ingigantendolo, sebbene come ringraziamento venga scaraventato via da Bowser stesso.
- Yoshi: Da quando il suo uovo si è schiuso, Yoshi è sempre stato un prezioso alleato nella battaglia contro gli abitanti malvagi del Regno dei Funghi. È presente nei colori: verde, giallo, celeste e rosa.

## Modalità di gioco
New Super Mario Bros. Wii è un videogioco a scorrimento laterale, e, benché ci si possa spostare in sole due dimensioni, gli elementi dello scenario e i personaggi sono oggetti tridimensionali. Ciò crea un effetto di pseudo-tridimensionalità, già visto in New Super Mario Bros.. La modalità principale del gioco consiste in otto mondi, più uno segreto (Mondo 9) sbloccabile solo dopo la fine del gioco. Lo scopo di ogni livello è raggiungere il traguardo finale, rappresentato da una bandiera. In ogni livello, sono disseminati monete e potenziamenti, ma anche avversari e ostacoli che rallentano il giocatore. In ogni livello vi sono inoltre tre Monete Stella, molto più celate e difficili da trovare delle monete normali. In ogni mondo vi sono una torre (circa a metà mondo) e un castello, ciascuno contenente un figlio di Bowser, ma né l'una né l'altro sono presenti nel Mondo 9. Alla fine di ogni castello, si deve sfidare il boss, solitamente un Bowserotto, nei primi 7 mondi, mentre nel Mondo 8 è Kamek. Una volta completato l'ultimo castello presente in un mondo, si passa al mondo successivo e così via. In alcuni mondi il giocatore dovrà anche, dopo il castello, superare un livello sull'Aeronave con alla fine Bowser Jr. da sconfiggere. Nella maggior parte dei mondi, inoltre è presente un cannone, sbloccabile raggiungendo un traguardo segreto in uno dei livelli. Il cannone permette di catapultare il giocatore in un altro mondo, saltando effettivamente parecchi livelli. Per accedere ad essi si naviga all'interno di una mappa del mondo. Nella mappa, oltre ai livelli e i castelli, sono presenti le piccole case dei Toad. Dal tetto rosso e verde delle loro case ci sono: nella prima, Scoppia la coppia e nella seconda, Cannone 1Up, un dispositivo che permette di vincere dei funghi 1UP. Nel caso delle case dal tetto giallo, invece, è presente un Toad che regala al giocatore una Super Stella. In questo gioco, inoltre, viene reintrodotto il personaggio di Yoshi. Gli Yoshi escono dalle uova nascoste in certi livelli, ed è possibile cavalcarli. Una volta in sella allo Yoshi è possibile utilizzare la sua lingua per ingoiare avversari e oggetti e sfruttare il suo salto fluttuante per rimanere, per qualche istante, sospesi in aria.

### Controlli
Per tutta la durata del gioco, il telecomando Wii viene tenuto in orizzontale ed utilizzate le frecce direzionali per i movimenti e i tasti 1 e 2 per compiere diverse azioni. Il sensore di movimento è sfruttato in diverse occasioni: agitando il telecomando è possibile eseguire una piroetta (ripreso da Super Mario World). Certe piattaforme, inoltre, possono essere inclinate muovendo il telecomando a destra e a sinistra. Infine, il telecomando viene agitato per permettere ad un personaggio con il Fungo Elica di volare. Si può usare anche il telecomando ed il nunchuk, ma è consigliato solo per giocatori esperti.

### Modalità multigiocatore
New Super Mario Bros. Wii presenta una modalità multiplayer con la quale si può giocare con un massimo di quattro giocatori. Il primo giocatore è sempre Mario, mentre i giocatori 2, 3 e 4 possono scegliere tra Luigi e i Toad giallo o blu. A differenza di Super Mario Bros. 2, ogni personaggio ha le stesse statistiche. Una volta selezionato il numero dei giocatori, è possibile cimentarsi in diverse sfide o affrontare la normale modalità principale in cooperativa. I giocatori possono aiutarsi tra di loro. Ad esempio, è possibile afferrare un altro giocatore per aiutarlo a raggiungere piattaforme troppo alte. Nella modalità multigiocatore, quando un personaggio perde una vita, ricompare nello scenario poco dopo all'interno di una bolla, e il giocatore rimasto in campo deve far scoppiare questa bolla per liberare il suo amico (toccandola, lanciandole un guscio, sparandole una palla di fuoco o di ghiaccio ecc). In questa modalità, inoltre, se uno dei personaggi resta troppo indietro, morirà.

### Ambientazione dei mondi

Immagine di gioco

1. Prateria
2. Deserto
3. Neve
4. Spiaggia
5. Foresta
6. Montagne
7. Cielo
8. Lava
9. Mondo Segreto (Spazio)

### Nemici nella mappa
In ogni mondo sono presenti dei nemici nel sentiero, che cercheranno di ostacolare il cammino del giocatore. Se quest'ultimo viene colpito, inizierà il minigioco, all'interno del quale dovrà prendere otto palloncini raffiguranti Toad, ma cercando di sopravvivere agli avversari: fatto ciò comparirà un baule da cui spunterà Toad, il quale vi donerà tre Super Funghi.

## Power-up
In questo gioco, è presente una grande varietà di trasformazioni, tra le quali due totalmente nuove, e una ripresa sia da Super Mario Galaxy, che da Mario & Luigi: Fratelli nel tempo.
- Super Fungo: è il potenziamento più comune nel gioco. Quando viene raccolto, il personaggio diventa più grande e forte, e, quando si trova in questo stato, può ricevere un danno dagli avversari senza perdere una vita e distruggere i blocchi di mattone. Quando si viene colpiti dall'avversario, si torna ad essere piccoli.
- Mini Fungo: rimpicciolisce il personaggio, rendendolo più leggero, ma anche più debole. Quando il personaggio è in questo stato, è sufficiente un singolo danno causato da un avversario per perdere una vita. Inoltre, non è sufficiente un salto per sconfiggere l'avversario, ma è richiesto uno schianto a terra. Quando il personaggio è rimpicciolito, può correre sull'acqua, saltare più in alto e infiltrarsi negli spazi più angusti.
- Fiore di Fuoco: consente al personaggio di lanciare palle di fuoco in grado di eliminare quasi tutti i nemici al contatto, lasciando al loro posto una moneta. È anche molto utile per battere i boss.
- Fiore di Ghiaccio[6]: consente al personaggio di lanciare palle di ghiaccio che congelano i nemici quasi tutti i nemici al contatto. Una volta congelati, gli avversari possono essere usati come piattaforma o possono essere raccolti e lanciati come arma. Alcuni nemici non rimangono congelati a lungo.
- Fungo Elica: è possibile effettuare salti avvitati verso l'alto scuotendo il telecomando Wii. Con il fungo elica si possono spostare le nuvole, all'interno delle quali è possibile scoprire tubi, monete, e altri oggetti.
- Costume Pinguino: il personaggio non scivola sul ghiaccio e può prendere la rincorsa per scivolare rapidamente sulle superfici, distruggendo ogni cosa si presenti sul suo cammino. Inoltre, è possibile lanciare palle di ghiaccio come con il Fiore di Ghiaccio. Inoltre, il personaggio risulta più abile nel nuoto.
- Super Stella: rende il personaggio invincibile per dieci secondi. Con questo oggetto, farà anche salti più alti e lunghi e correrà più veloce. Inoltre, prendendo un personaggio sulle spalle, anch'egli usufruirà degli effetti della stella, ma il tempo sarà uguale a quello del personaggio che ha preso la stella. Esempio: Mario prende la stella e mancano sei secondi al termine dell'effetto: se Mario prende Luigi anche lui sarà invincibile ma il tempo è lo stesso, quindi dopo sei secondi anche Luigi perderà il potere insieme a Mario.

## Mondo 9
Il mondo 9 è un mondo extra a forma di stella dove si trovano 8 livelli, ciascuno dei quali corrisponde a uno degli 8 mondi 
precedenti. Inizialmente i livelli sono bloccati, ma si possono giocare raccogliendo tutte le monete stella di ciascun mondo.
Raccogliere tutte le monete stella del primo mondo, per esempio, sbloccherà il livello 9-1; raccogliere tutte quelle del secondo mondo il livello 9-2 e via dicendo.

## Sviluppo
New Super Mario Bros. Wii fu realizzato con il desiderio di ricreare l'esperienza di gioco per giocatore singolo della serie Super Mario adattandola a più giocatori. Shigeru Miyamoto, il principale sviluppatore di giochi di Nintendo, era interessato alla creazione di un gioco di Super Mario con funzionalità multiplayer sin dagli inizi della serie con il gioco arcade del 1983, Mario Bros.. Il tentativo di integrare il multiplayer cooperativo in Super Mario 64, il primo gioco 3D nella serie, alla fine si rivelò fallimentare a causa dei limiti hardware del Nintendo 64. Con la CPU più veloce e le capacità grafiche e di memoria migliorate della Wii, Miyamoto e il resto del team di sviluppo furono in grado di ripescare questa idea, poiché l'hardware consentiva la visualizzazione fluida di un numero sufficiente di nemici e oggetti contemporaneamente sullo schermo e consentiva alla telecamera di adattarsi dinamicamente ai movimenti dei giocatori, assicurando che sapessero costantemente qual è la situazione del loro personaggio. Miyamoto affermò che la Principessa Peach non era un personaggio giocabile a causa del suo vestito, dal momento che far muovere la gonna in modo realistico avrebbe richiesto una complessa programmazione dedicata.
Miyamoto voleva che il gioco fosse accessibile a tutti i giocatori e quindi cercò di bilanciare la sua difficoltà tramite funzionalità rivolte sia ai fan occasionali che a quelli più accaniti di Super Mario. Dopo l'uscita di New Super Mario Bros. per Nintendo DS, che Miyamoto non aveva ritenuto abbastanza difficile, desiderò creare un nuovo gioco di Super Mario che fornisse un livello di sfida più elevato per i giocatori che lo desideravano. Allo stesso tempo, venne aggiunta una funzione che consentiva a un giocatore di guardare il completamento di un livello prima di riprovare dopo aver fallito un certo numero di volte, così da rendere il gioco accessibile anche a giocatori non familiari con il genere. Il team di sviluppo scelse inoltre di includere tale opzione solo dopo aver fallito un certo numero di volte per evitare di ostacolare i giocatori più esperti. Come ulteriore incentivo per questi ultimi, il team aggiunse anche obiettivi che potrebbero essere raggiunti completando il gioco senza far apparire il blocco verde in nessun livello. La possibilità per un giocatore di mettersi in una bolla e rinunciare a fare un livello fu concepita in modo che sia i giocatori alle prime armi che quelli più esperti potessero giocare senza interferire l'uno con l'altro. Miyamoto desiderava inoltre che il gioco diventasse un gioco base per Wii e raggiungesse livelli di successo simili a quelli di New Super Mario Bros..
New Super Mario Bros. Wii venne realizzato da diversi sviluppatori, alcuni dei quali avevano diverse opinioni sulle caratteristiche dei giochi di Super Mario. Miyamoto, che è stato il produttore del gioco, ha aiutato i registi a creare una comprensione generale delle regole di base per il design del gioco, scrivendo documenti con le specifiche che spiegavano le "regole" di come il gioco avrebbe funzionato. Ciò ha portato a discussioni e decisioni su ciò che era considerato "naturale" e "innaturale" per un gioco di Mario; ad esempio, con l'avvento della capacità del Fiore di Ghiaccio di congelare i nemici, gli sviluppatori decisero che sarebbe stato logico che i blocchi di ghiaccio si sciogliessero quando colpiti con palle di fuoco e galleggiassero in superficie quando immersi nell'acqua.
La musica per New Super Mario Bros. Wii venne composta e arrangiata da Shiho Fujii e Ryo Nagamatsu, con un supporto aggiuntivo fornito dal direttore del suono Kenta Nagata. Kōji Kondō divenne il consulente del suono e non ha scrisse nessuna nuova composizione, sebbene alcune delle sue creazioni vennero riarrangiate. Charles Martinet tornò a doppiare Mario e Luigi, insieme a Samantha Kelly nei panni dei Toad e della Principessa Peach, Kenny James nei panni di Bowser e Caety Sagoian nei panni di Bowser Jr.